# 이나윤 (스노보드 선수)
이나윤(2003년 10월 23일~)은 대한민국의 스노보드 선수로 주 종목은 하프파이프이다. 2020년 동계 청소년 올림픽에 참가하였으며, 대한민국 국가대표 선수로서 2022년 동계 올림픽에 참가했다.